# Biotopskydd
| Biotopskydd |
| --- |
| Förenklad bild av en biotop. - Mål – Skydda ekosystem och bevara biologisk mångfald - Handläggare: – Naturvårdsverket och Skogsstyrelsen |

Biotopskydd är ett generellt lagligt skydd mot all form av exploatering för vissa biotoper, som anses vara särskilt skyddsvärda. Skydd av nyckelbiotoper är nödvändigt för att  FN:s globala mål för ekosystem och biologisk mångfald.

## Definitioner
- Biotop är en biologisk term för en typ av omgivning där vissa växt- eller djursamhällen hör hemma.
- En nyckelbiotop är en biotop där struktur, artinnehåll, historik och fysiska miljö har en mycket stor betydelse för flora och fauna.
- Nyckelart är en art som har stor betydelse för andra arters överlevnad.
- En signalart fungerar som indikatorer när man söker urskilja biotoper med höga naturvärden.

### Agenda 2030
FN:s globala mål fastställdes i augusti 2015. Regeringen har beslutat att arbeta efter dessa mål. Mål 15 är att skydda, återställa och främja ett hållbart nyttjande av landbaserade ekosystem, hållbart bruka skogar, bekämpa ökenspridning, hejda och vrida tillbaka markförstöringen samt hejda förlusten av biologisk mångfald.

### Hållbart skogsbruk
Hållbart skogsbruk ska gynna skogens mångfald och bevara biodiversiteten. Skogar har stor biologisk mångfald. Allra störst biodiversitet finnar man i urskogar, naturskogar och gammelskogar. Även en kulturskog kan ha stor biodiversitet om den brukas på rätt sätt. Det innebär bland annat små eller inga kalhyggen, flera trädslag och att vattenmiljöer skyddas. 
Att skapa en ny naturskog eller gammelskog kan ta 100 år eller mer. I Sverige finns det få urskogar kvar och naturskogar och gammelskogar behöver skyddas.

## Biotopskydd i Sverige
I Sverige är biotopskyddet reglerat i kapitel 7 § 11 i Miljöbalken. Biotopskydd används för att skydda mindre mark- och vattenområden med värdefulla livsmiljöer för hotade djur- eller växtarter. Med detta skydd förbättras förutsättningarna for att långsiktigt bevara den biologiska mångfalden.
Vissa biotoper är så viktiga att de har ett generellt skydd. Exempel på dessaär källor, öppna diken, stenmurar, åkerholmar, alléer och naturliga bäckfåror i odlingslandskapet som är högst två meter breda.

### Biotoptyper

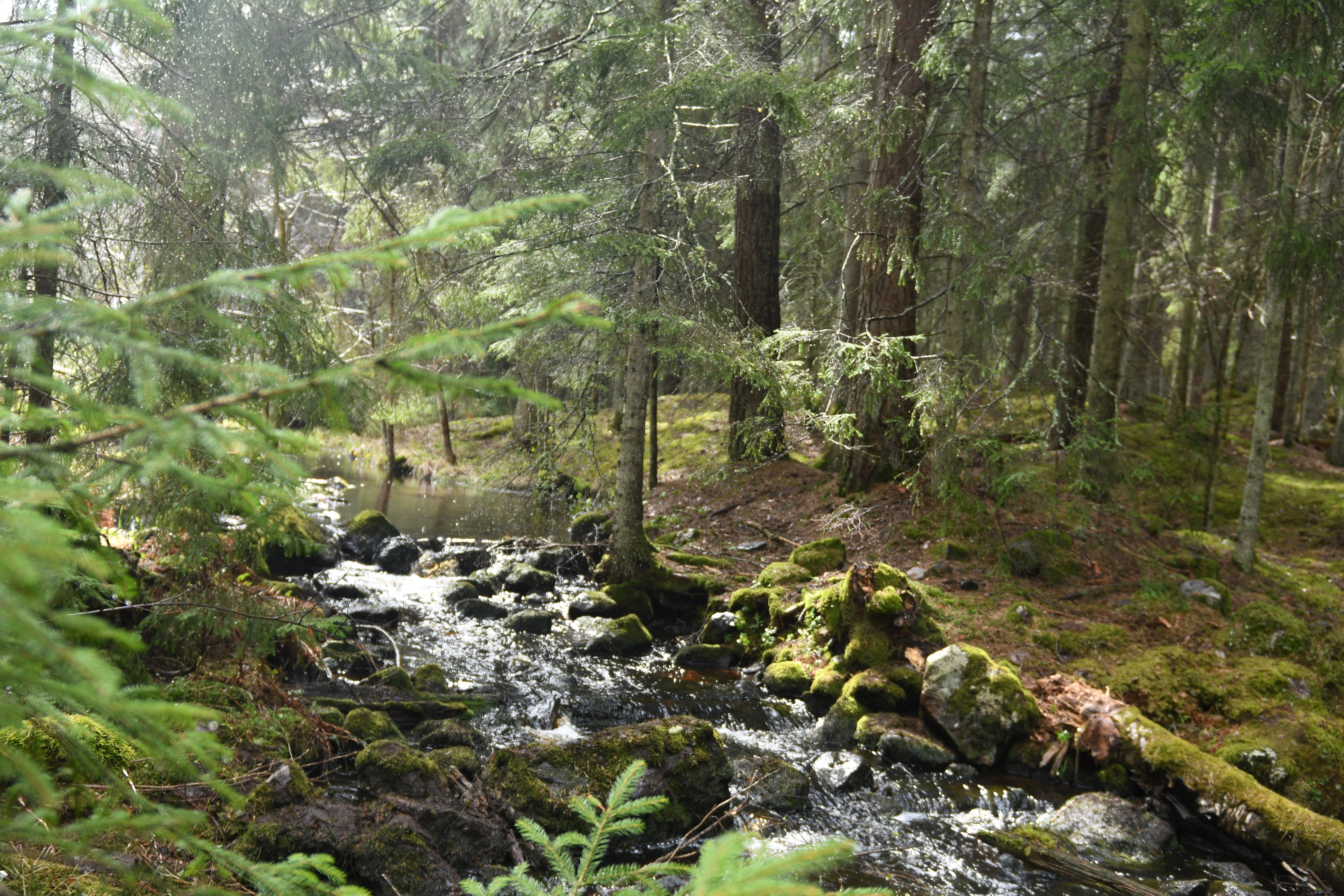
Skyddad bäck i den sydöstra delen av Eskilstuna kommun.

Andra biotoper kräver beslut av Länsstyrelsen, kommun eller Skogsstyrelsen för att bli skyddade. Exempel på dessa biotoptyper:

- Ängar
- Naturbetesmarker
- Ras- eller bergbranter
- Naturliga vattendrag
- Grunda havsvikar
- Ålgräsängar

### Biotopskyddsområden i skogsmark

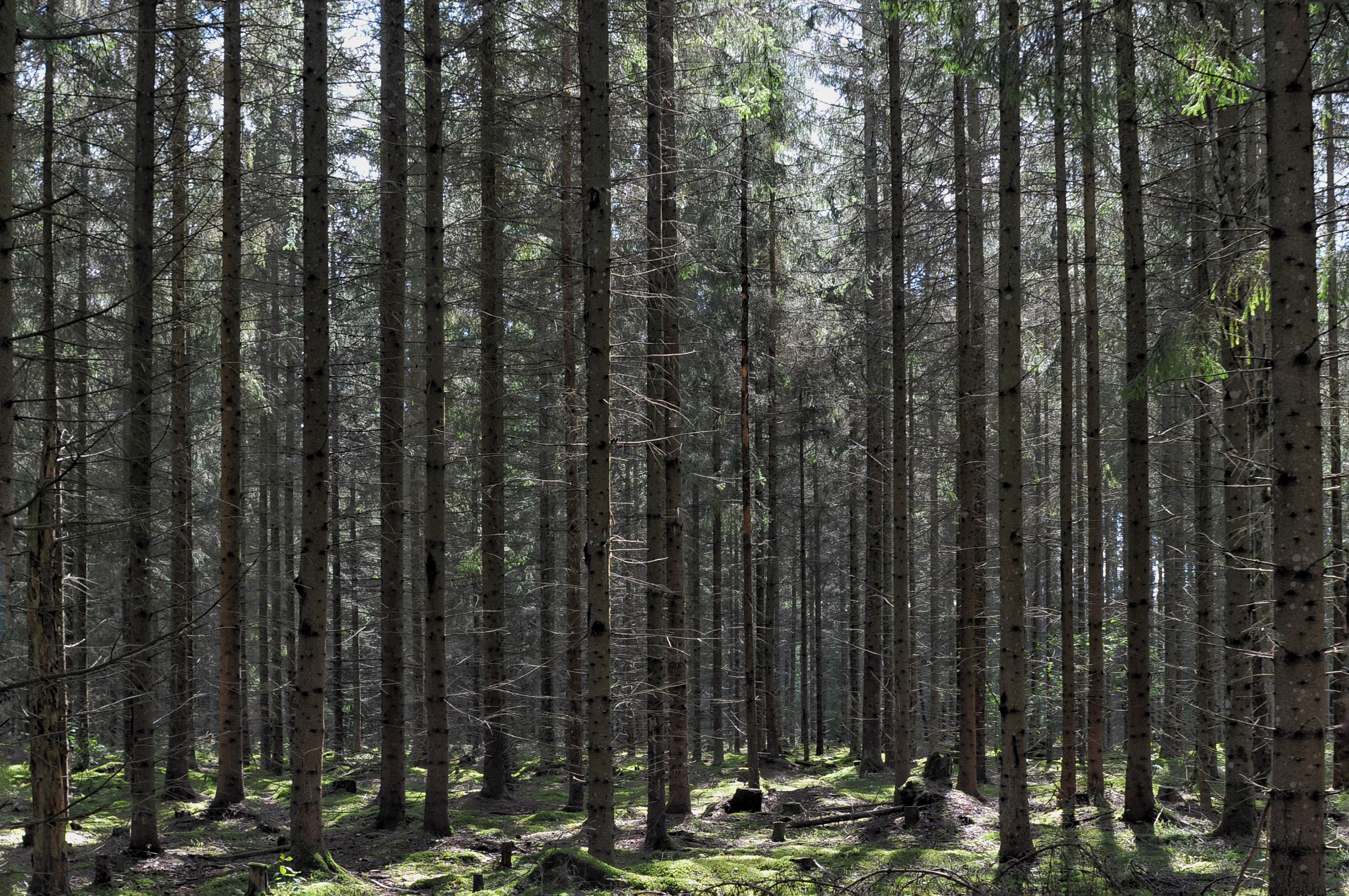
Barrnaturskog i Södermanland.

I den svenska lagstiftningen finns en möjlighet att avsätta sådana områden som har stor betydelse för hotade växt- och djurarter. Skogsstyrelsen eller markägaren kan besluta om ett formellt områdesskydd, naturvårdsavtal, biotopskydd och naturreservat. Staten erbjuder ersättning utifrån skogens ekonomiska värde. Exempel på biotoptyper i skog:

- Brandfält.
- Äldre naturskogsartade skogar.
- Mark med mycket gamla träd.
- Äldre sandskogar.
- Äldre betespräglad skog.
- Mindre vattendrag och småvatten med omgivande mark.
- Örtrika allundar.
- Örtrika sumpskogar.
- Kalkmarksskogar.
- Hassellundar och hasselrika skogar.
- Ras- eller bergbranter.
- Alkärr.
- Källor med omgivande våtmarker.
- Myrholmar.
- Strand- eller svämskogar.

### Certifiering och skogsvårdslag
De flesta skogsbolag och många privata skogsägare har certifierat sin skog enligt de internationella certifieringssystemen FSC eller PEFC. 
Skogsvårdslagen anger att: Den biologiska mångfalden i skogen måste bevaras. Samtidigt måste kulturmiljön värnas och sociala aspekter beaktas. Det är därför viktigt att hänsyn tas vid alla skogsbruksåtgärder.

### Skövling av skyddsvärda skogar
Organisationer som Naturskyddsföreningen, Greenpeace, Skydda Skogen med flera har kritiserat skogsbolag för att inte följa FSC eller PEFC. Sedan februari 2013 finns en hemsida som registrerar brott mot lagen eller certifieringen. Därför är det viktigt att inventera biotopskydd för att kunna bevara den biologiska mångfalden.
Natursidan har hittills dokumenterat tolv fall av skövling av skyddsvärda skogar.   Svenska dagbladet skrev en debattartikel om naturskog i juni 2013.

## Inventering av nyckelbiotoper
Skogsstyrelsen utförde en inventering av nyckelbiotoper för privata skogsfastigheter under åren 1993–1998 och gav anvisningar till offentliga och företagsägda fastigheter. 2001–2006 utfördes en kompletterande inventering. Föreliggande handbok (2014) har tagits fram för att få en likartad inventering oberoende vem som utför den.
Våren 2016 beslutade regeringen att strategin för formellt områdesskydd skulle ses över. Riksdagen har bestämt att 20 procent av Sveriges land- och sötvattenområden ska skyddas fram till 2020. Mellan 2014 och 2020 ska 150 000 hektar få formellt biotopskydd. Skogsstyrelsen uppger att endast 60 000 hektar har skyddats.
Den 9 mars 2017 skrev generaldirektören Herman Sundqvist på Dagens Nyheters debattsida: Vi pausar inventeringen av nyckelbiotoper i nordväst.

## Protester
Flera miljöorganisationer riktar skarp kritik mot beslutet och befarar att de sista resterna av gammelskog och fjällnära naturskog kommer att avverkas.

- Greenpeace.[14]
- Naturskyddsföreningen.[15]
- Föreningen Skydda skogen.[16]